# Köberle kommt
Köberle kommt ist eine Vorabendserie der ARD, die in zwei Staffeln à 6 Folgen 1982 und 1983 gedreht, aber in einem Stück 1983 gesendet wurde. Die Erstausstrahlung erfolgte im Regionalprogramm des Norddeutschen Rundfunks, andere Regionalsender zogen später nach. Produzentin war die Bavaria Atelier GmbH.

## Inhalt
Eugen Köberle, alleinstehend und bei seiner Schwester Gertrud lebend, arbeitete bislang im Dezernat für Kapitalverbrechen bei der Stuttgarter Polizei. Auf Betreiben von Oberstaatsanwalt Dr. Lenz wurde er ins Archiv versetzt. Dort bekommt Köberle regelmäßig Besuch von Kommissarin Herbig, die ihm von kniffligen Fällen erzählt, an denen sie gerade arbeitet. Köberles kriminalistischer Instinkt ist damit geweckt und er begibt sich auf einen – wie er es nennt – „Amtsausflug“, geht den Fällen nach und kann sie lösen, was ihn nicht selten in gefährliche Situationen bringt.

## Sonstiges
Da die Innenaufnahmen in München entstanden, wurde häufig im Münchner Polizeipräsidium gedreht, nicht in Stuttgart. Die ersten sechs Folgen (Regie Hans-Jürgen Tögel) entstanden 1982, die zweiten (Regie Dominik Graf) 1983. Nach Ausstrahlung der ersten drei 1982 produzierten Folgen wurden dann zunächst alle 1983 gedrehten Folgen gesendet, ehe die Serie mit den letzten drei Folgen aus 1982 abschloss.
Walter Schultheiß und Trudel Wulle, die als Bruder und Schwester zu sehen sind, waren bis zum Tod Wulles im November 2021 seit 1950 miteinander verheiratet.
Die Serie ist auf DVD erhältlich.

## Episodenliste
| Nr. | Erstausstrahlung   | Titel                           | Autor(en)                       | Episodendarsteller                                                  |
| 1   | 14. Juli 1983      | Die Zypressen von Avignon       | Hans Ludwig Enderle, Felix Huby | Klaus Abramowsky                                                    |
| 2   | 21. Juli 1983      | Die Discofalle                  | Hans Ludwig Enderle, Felix Huby | Robert Naegele, Henry van Lyck                                      |
| 3   | 28. Juli 1983      | Nicht alle Blütenträume reifen  | Hans Ludwig Enderle, Felix Huby | Henry van Lyck, Andreas Schnoor                                     |
| 4   | 4. August 1983     | Fisimatenten                    | Hans Ludwig Enderle, Felix Huby | Heta Mantscheff, Silvia Janisch, Hannes Andersen                    |
| 5   | 11. August 1983    | Bau schau wem                   | Hans Ludwig Enderle, Felix Huby | Joachim Wichmann, Charles Brauer, Dieter Traier, Thomas Reiner      |
| 6   | 18. August 1983    | Am Wein klebt Lüge              | Helmut Heinrichs                | Joachim Hackethal, Ulf-Jürgen Wagner                                |
| 7   | 25. August 1983    | Das Sousaphon                   | Günther Scheuthle               | Fritz Bachschmidt, Volker Eckstein, Simone Brahmann, Robert Naegele |
| 8   | 1. September 1983  | Fisch gestrichen                | Felix Huby, Günther Scheuthle   | Fritz Bachschmidt, Erika Wackernagel, Joachim Bernhard              |
| 9   | 8. September 1983  | Eine Blume namens Falsche Liebe | Hans Ludwig Enderle, Felix Huby | Ulrike Luderer, Guido Gagliardi                                     |
| 10  | 15. September 1983 | Genauso – bloß andersrum        | Hans Ludwig Enderle, Felix Huby | Dietz-Werner Steck, Robert Naegele, Karl-Heinz Gierke               |
| 11  | 22. September 1983 | Einmal ist zweimal              | Hans Ludwig Enderle, Felix Huby | Karl-Heinz Gierke, Horst Sachtleben                                 |
| 12  | 29. September 1983 | Tat ohne Täter                  | Hans Ludwig Enderle, Felix Huby | Werner Schwuchow, Udo Wachtveitl, Lore Bronner                      |